# Watauga, Texas
Watauga là một thành phố thuộc quận Tarrant, tiểu bang Texas, Hoa Kỳ. Năm 2010, dân số của xã này là 23497 người.

## Dân số
- Dân số năm 2000: 21908 người.
- Dân số năm 2010: 23497 người.